# أدريان هاينز
أدريان هاينز هو سياسي أمريكي، ولد في 28 فبراير 1926، وتوفي في 26 أبريل 2014.